# Bruce Gilden
Bruce Gilden (ur. 1946 w Nowym Jorku) – amerykański fotograf.
Uczęszczał do Penn State University, gdzie przez pewien czas studiował socjologię. W 1968 roku, po obejrzeniu filmu
Michelangelo Antonioniego Powiększenie, kupił swój pierwszy aparat. Pomimo że uczęszczał na wieczorowy kurs do School of Visual Arts w Nowym Jorku, praktycznie jest fotograficznym samoukiem.
Jako dziecko Gilden spędzał godziny w oknie sypialni, obserwując ulicę przebiegającą pod jego oknami. Jego fascynacje życiem ulicznym doprowadziły go do pierwszych długoterminowych prywatnych projektów fotograficznych na Coney Island, a następnie do Mardi Gras w Nowym Orleanie.
Gilden, który wykonywał projekty fotograficzne w takich miejscach jak Nowy Jork, Haiti, Francja, Irlandia, Indie czy Japonia, zaczął wystawiać swoje zdjęcia w 1971 i do tej pory wystawiane one były w wielu miejscach na świecie. Mocne, dynamiczne formy są charakterystycznymi cechami jego zdjęć.
Gilden otrzymał wiele nagród za swoją pracę, wliczając w to trzy nagrody National Endowment for the Arts (1980, 1984 i 1992), Villa Medicis Hors les Murs (1995), New York State Foundation for the Arts Grant (1979, 1992 i 2000), European Award for Photography (1996) oraz Japan Foundation Fellowship (1999).